# Павлов (лунный кратер)
Павлов (лат. Pavlov) — большой древний ударный кратер в южном полушарии обратной стороны Луны. Название присвоено в честь русского физиолога Ивана Петровича Павлова (1849—1936) и утверждено Международным астрономическим союзом в 1970 г. Образование кратера относится к нектарскому периоду.

## Описание кратера

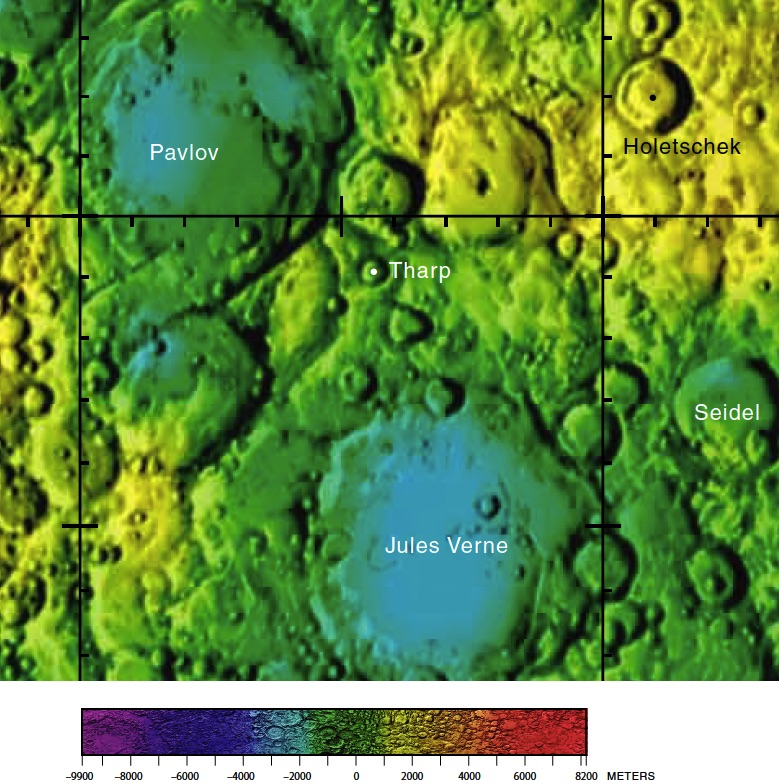
Окрестности кратера Павлов. Фрагмент карты обратной стороны Луны

Ближайшими соседями кратера являются кратер Субботин на западе; кратер Штарк на западе-северо-западе; кратер Леви-Чивита на севере; кратер Голечек на востоке; кратер Жюль Верн на юго-востоке и кратер Этвёш на юго-западе. Селенографические координаты центра кратера 28°17′ ю. ш. 142°24′ в. д. / 28,28° ю. ш. 142,4° в. д., диаметр 143 км, глубина 3 км.
Кратер Павлов имеет полигональную форму с небольшими впадинами в северо-восточной и юго-восточной части и значительно разрушен. Вал сглажен и отмечен множеством мелких кратеров. В юго-восточной части внутреннего склона просматриваются остатки террасовидной структуры. Высота вала над окружающей местностью достигает 1510 м, объём кратера составляет приблизительно 24600 км³. Дно чаши сравнительно ровное, в северной части чаши расположена полоса кратеров различного размера, оканчивающаяся саттелитным кратером Павлов H в восточной части чаши. Южная часть чаши отмечена тонкими светлыми лучами.

## Сателлитные кратеры
| Павлов | Координаты                                              | Диаметр, км |
| ------ | ------------------------------------------------------- | ----------- |
| G      | 29°13′ ю. ш. 145°45′ в. д. / 29,22° ю. ш. 145,75° в. д. | 43,9        |
| H      | 28°44′ ю. ш. 143°49′ в. д. / 28,74° ю. ш. 143,82° в. д. | 17,3        |
| M      | 32°28′ ю. ш. 141°57′ в. д. / 32,47° ю. ш. 141,95° в. д. | 60,6        |
| P      | 33°50′ ю. ш. 139°52′ в. д. / 33,84° ю. ш. 139,86° в. д. | 50,1        |
| T      | 27°55′ ю. ш. 138°41′ в. д. / 27,91° ю. ш. 138,68° в. д. | 52,4        |
| V      | 26°39′ ю. ш. 138°37′ в. д. / 26,65° ю. ш. 138,61° в. д. | 54,8        |

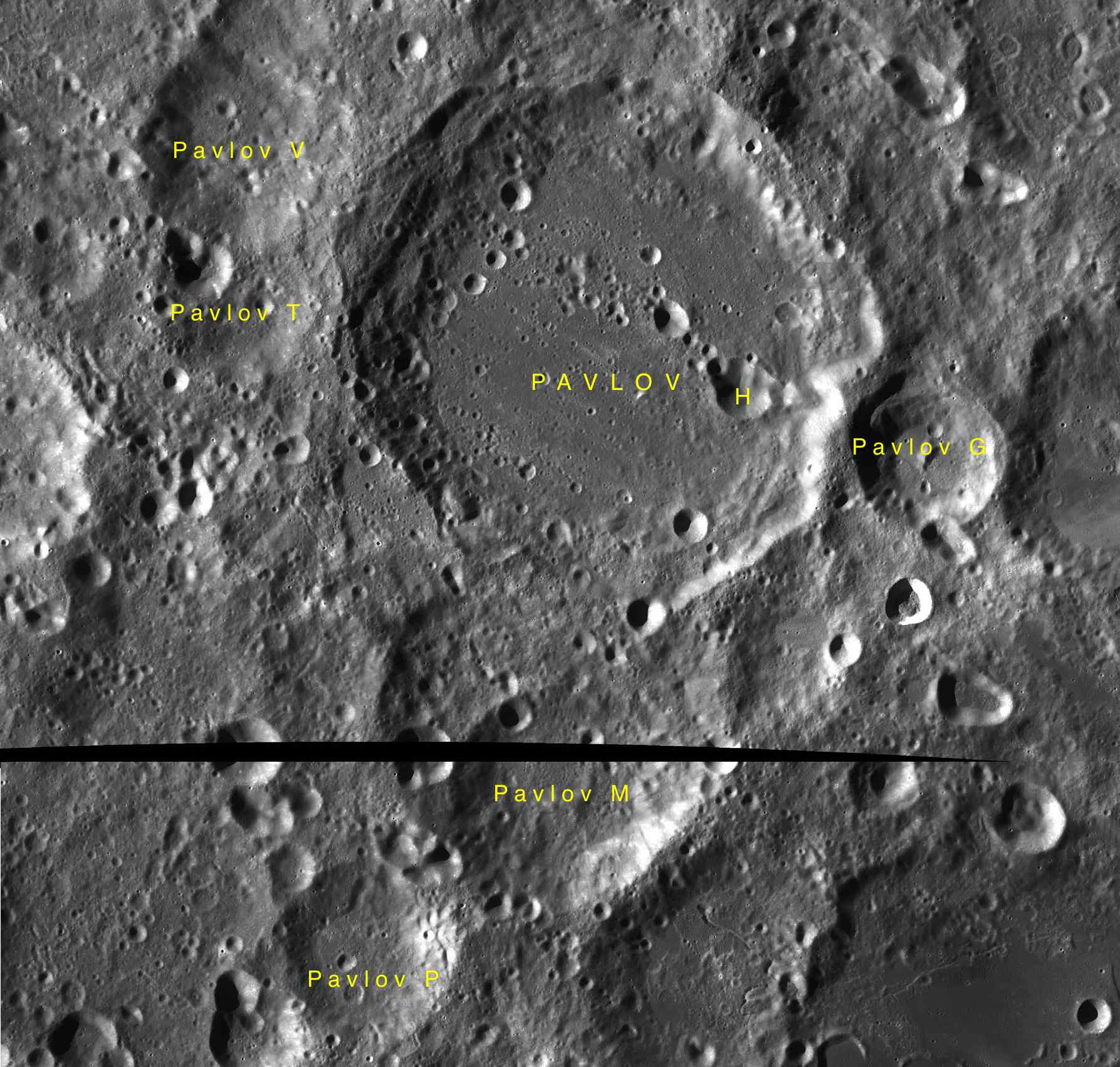
Фрагменты карт LAC-102, LAC-118.

- Образование сателлитного кратера Павлов G относится к раннеимбрийскому периоду[1].
- Образование сателлитного кратера Павлов M относится к донектарскому периоду[1].